# Gianni Macchia
Gianni Macchia (Salsomaggiore Terme, 17 giugno 1943) è un attore italiano.

## Biografia
Attore italiano attivo prevalentemente negli anni settanta, debutta nel film di Fernando Di Leo Brucia ragazzo brucia. Uno dei suoi film più famosi è Fiorina la vacca, diretto da Vittorio De Sisti, con Ornella Muti.

## Filmografia parziale
- Brucia ragazzo, brucia, regia di Fernando Di Leo (1969)
- Amarsi male, regia di Fernando di Leo (1969)
- Una storia d'amore, regia di Michele Lupo (1969)
- La ragazza di nome Giulio, regia di Tonino Valerii (1970)
- Er più - Storia d'amore e di coltello, regia di Sergio Corbucci (1971)
- La mala ordina, regia di Fernando di Leo (1972)
- Fiorina la vacca, regia di Vittorio De Sisti (1972)
- Violenza contro la violenza, regia di Rolf Olsen (1972)
- Quando l'amore è sensualità, regia di Vittorio De Sisti (1973)
- Morbosità, regia di Luigi Russo (1974)
- Lo stallone, regia di Tiziano Longo (1975)
- Mala, amore e morte, regia di Tiziano Longo (1977)
- Emanuelle - Perché violenza alle donne?, regia di Joe D'Amato (1977)
- Profumi e balocchi, regia di Angelo Jacono (1979)
- Vacanze per un massacro - Madness, regia di Fernando Di Leo (1980)
- I guerrieri del terrore, regia di René Cardona Jr. (1980)
- Tradita a morte, regia di Pasquale Fanetti (1989)
- Sensazioni d'amore, regia di Ninì Grassia (1991)
- Un Natale al Sud, regia di Paolo Genovese (2016)
- Crypt of Evil, regia di Miles Jonn-Dalton e Nikolai Malden (2022)

## Doppiatori italiani
- Pino Colizzi in Er più - Storia d'amore e di coltello, Mala, amore e morte
- Giacomo Piperno in Brucia, ragazzo brucia
- Massimo Turci in Una storia d'amore
- Renato Izzo in Fiorina la vacca
- Michele Gammino in Vacanze per un massacro - Madness